# Estación de Espinosa de Henares
Espinosa de Henares es una estación de ferrocarril situada en el municipio español de Espinosa de Henares, en la provincia de Guadalajara, región de Castilla-La Mancha. Dispone de servicios de Media Distancia operados por Renfe. Cumple también funciones logísticas.

## Situación ferroviaria
La estación se encuentra en el punto kilométrico 91,2 de la línea férrea de ancho ibérico que une Madrid con Barcelona a 747,5 metros de altitud, entre las estaciones de El Henares y Carrascosa de Henares. 

## Historia
La estación fue inaugurada el 5 de octubre de 1860 con la apertura del tramo Guadalajara - Jadraque de la línea férrea Madrid-Zaragoza por parte de la Compañía de los Ferrocarriles de Madrid a Zaragoza y Alicante o MZA. En 1941, la nacionalización del ferrocarril en España supuso la integración de la compañía en la recién creada RENFE. 
Desde el 31 de diciembre de 2004 Renfe Operadora explota la línea mientras que Adif es la titular de las instalaciones ferroviarias.

## La estación

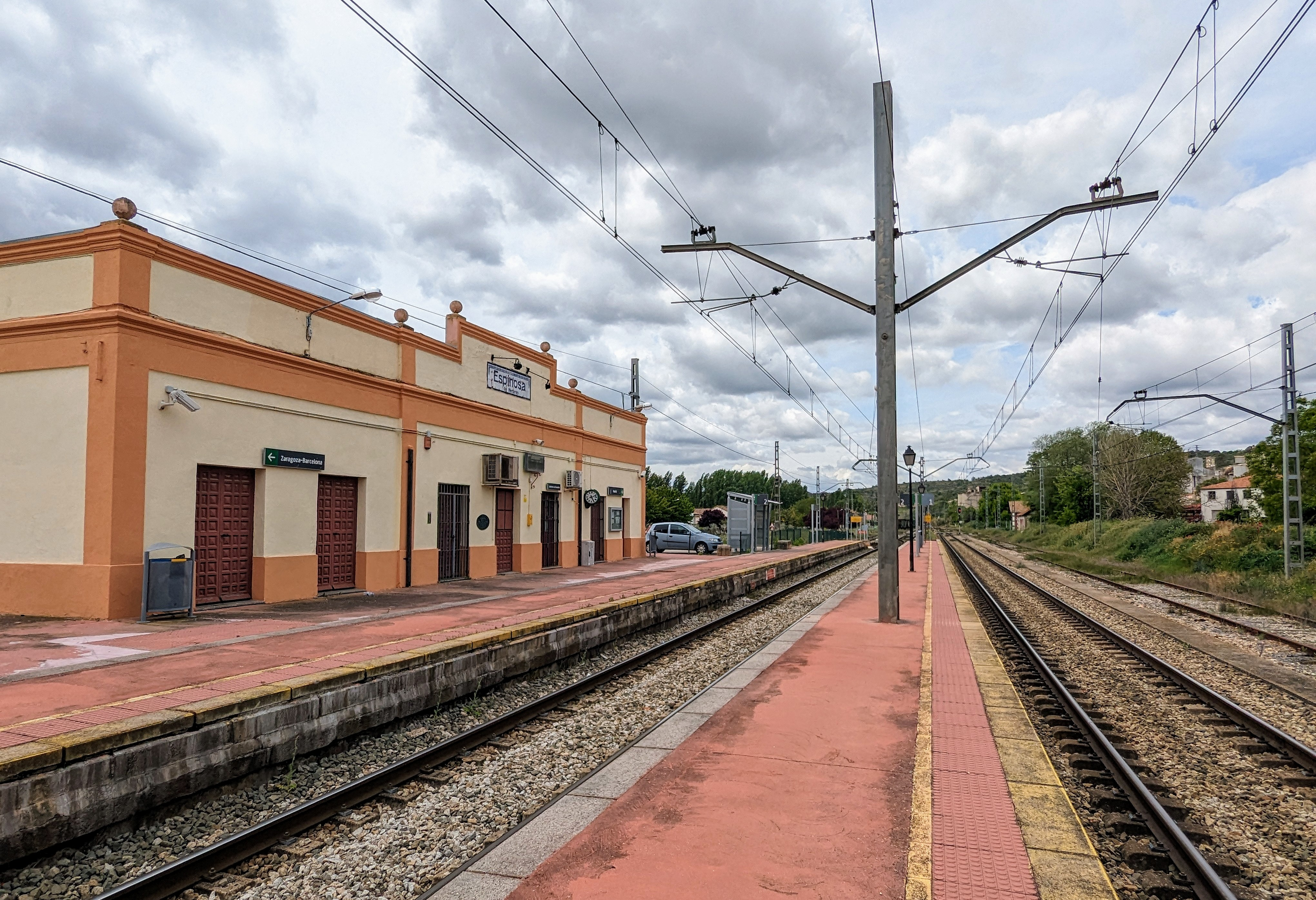
Andenes

En su diseño no dista mucho del seguido por otras estaciones de este mismo tramo como Yunquera o Humanes de Mohernando. Está formada por una estructura de planta baja con cubierta en raso y disposición lateral a la vía. Su fachada principal posee siete huecos repartidos entre puertas de acceso al recinto y cuatro ventanas rectangulares. En este caso, y a diferencia de las estaciones antes citadas ni puertas ni ventanas tienen forma de arco. Aún conserva parte de su señalización de origen realizada con cerámica blanca y azul. 
Cuenta con dos andenes, uno lateral y otro central y cinco vías numeradas. La vía 3 accede al andén lateral mientras que las vías 1 y 2 lo hacen al andén central. Las vías 4 y 6 se sitúan frente al edificio de viajeros y son derivaciones de la vía 2 usadas como vías muertas. La vía 5 fue desmantelada y no aparece en la numeración.

## Servicios ferroviarios

### Media Distancia
Los servicios de Media Distancia de Renfe operados con trenes Regionales y Regionales Exprés tienen como principales destinos Madrid, Lérida, Sigüenza y Barcelona
| Línea MD | Trenes          | Origen/Destino   |  | Destino/Origen                |
| -------- | --------------- | ---------------- |  | ----------------------------- |
| 55       | Regional Exprés | Madrid-Chamartín |  | Barcelona-Estación de Francia |
| 55       | Regional        | Madrid-Chamartín |  | Lérida Sigüenza               |